# Thaer-Denkmal (Berlin)

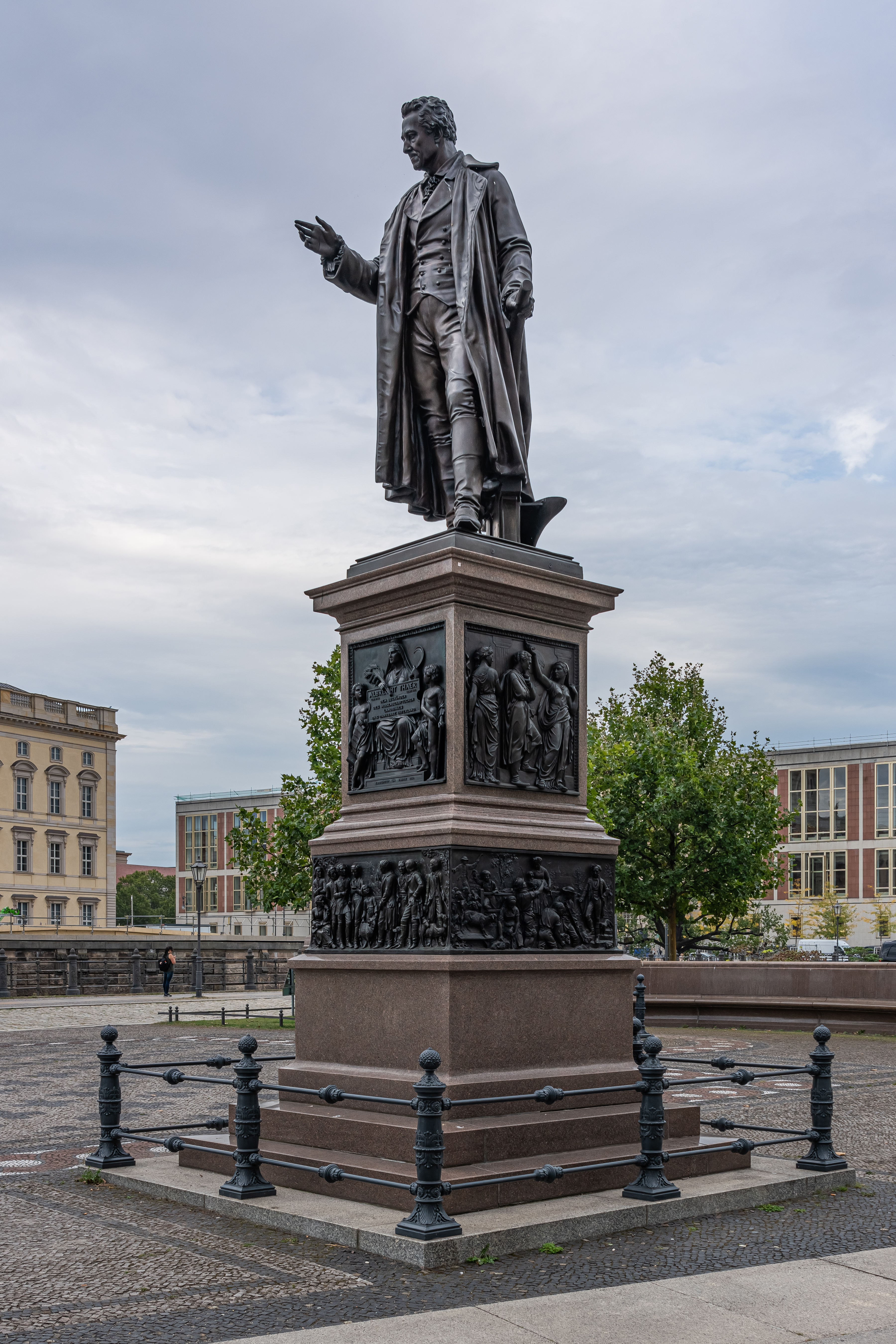
Ansicht des Thaer-Denkmals

Das Thaer-Denkmal auf dem Schinkelplatz im Berliner Ortsteil Mitte erinnert an den preußischen Landwirtschaftsreformer Albrecht Thaer (1752–1828). Geschaffen von Christian Daniel Rauch und Hugo Hagen im Stil des Realismus, gehört es zu den Werken der Berliner Bildhauerschule.

## Geschichte und Beschreibung
Das Standbild wurde von Christian Daniel Rauch und Hugo Hagen im Stil des Realismus geschaffen und am 5. November 1860 rechts vor der Bauakademie auf dem heutigen Schinkelplatz enthüllt. Die etwa drei Meter hohe Plastik aus Bronze zeigt den preußischen Landwirtschaftsreformer in zeitgenössischer Bekleidung, den Kopf zur Seite gewandt. Seine rechte Hand ist in dozierender Geste erhoben, seine linke Hand ist auf einen Pflug gestützt.
Am dreistufigen Sockel aus rotem Granit befinden sich mehrere Reliefs. Die oberen Reliefs zeigen vorn Ceres mit Ähre und Sichel zwischen Knaben mit Schriftrollen sowie die Inschrift „ALBRECHT THAER / GEB: 1752. GEST: 1828. / DEM BEGRÜNDER / DES WISSENSCHAFTLICHEN / LANDBAUES / DAS DANKBARE VATERLAND.“, rechts Thaer zwischen Allegorien der Gesundheit und der Philosophie, hinten Ceres zwischen Allegorien des Handels und des Gewerbes sowie links Thaer zwischen Allegorien der Landwirtschaft und der Wissenschaft. Die unteren Reliefs zeigen vorn Thaer als Dozent im Kreis seiner Schüler und Kollegen vor der Landwirtschaftsakademie Möglin, rechts die Schafwäsche auf dem Mustergut Möglin, hinten Thaer als Geehrten im Kreis seiner Familie und Freunde sowie links die Getreideernte auf dem Mustergut Möglin.
In der DDR-Zeit wurde das Thaer-Denkmal zusammen mit den Denkmälern Schinkels und Beuths 1962 abgeräumt, da es dem Neubau des Außenministeriums im Wege stand, und später im heutigen Thaer-Institut der Humboldt-Universität aufgestellt. Nach der Wiedervereinigung Deutschlands und dem Abriss des Außenministeriums erfolgte 1999 die Wiederaufstellung einer Kopie am ursprünglichen Ort, da das Original im Thaer-Institut verbleiben sollte, und bis 2008 die Rekonstruktion der fehlenden Reliefs. Das Thaer-Denkmal gehört zu den Werken der Berliner Bildhauerschule. Zusammen mit den Denkmälern Schinkels und Beuths bildet es ein Ensemble, das Christian Daniel Rauch bereits 1857 als die „ersten Helden auf öffentlichem Platze ohne Degen“ bezeichnete.